# هجوم كريات ملاخي
هجوم كريات ملاخي هو هجوم مسلح وقع في 16 فبراير 2024 واستهدف عدداً من الإسرائيليين بالقرب من كريات ملاخي شرق أسدود وعلى بعد 25 كم شمال قطاع غزة.

## الهجوم
وقع الهجوم حوالي الساعة 12:30 عندما وصل فادي جمجوم (37 عام من مخيم شفعاط للاجئين بالقدس الشرقية) بسيارة استولى عليها إلى تقاطع طرق المسمية (مفترق رعيم) وبدأ بإطلاق النار من مسدس على إسرائيليين كانوا ينتظرون في محطة حافلات. مما أدى إلى مقتل اثنين وإصابة أربعة من بينهما اثنان في حالة خطيرة. كذلك قُتل منفذ الهجوم بعدما أصيب بنيران أحد المارة الإسرائيليين المسلحين. نُقل المصابين إلى مستشفى كابلان في رحوفوت ومستشفى أسوتا في أسدود وحُددت هوية القتيلين الإسرائيليين وهما: أوري يائيش (27 عاماً)، جندي احتياطي في الكتيبة 8119 في لواء القدس والذي توفي متأثراً بجراحه يوم السبت، وملاخي يشاي غيرتنر (23 عاماً) طالب في مدرسة كريات الدينية.
اقتحمت قوات إسرائيلية من حرس الحدود والقوات الخاصة مخيم شفعاط وسط اندلاع مواجهات في المخيم بين الفلسطينيين والقوات الإسرائيلية، والتي حاصرت منزل منفذ الهجوم واقتحمته وبعثرت محتوياته واعتقلت زوجة فادي جمجوم وأرسلت في استدعاء والده وشقيقه.

## ردود الفعل
- : اعتبرت حركة حماس الهجوم رد طبيعي على الإبادة التي يتعرض لها الشعب الفلسطيني في قطاع غزة.[13][14]
- : زار وزير الأمن القومي الإسرائيلي، إيتمار بن غفير موقع الحادث وكرر دعوته إلى تسليح جميع الإسرائيليين قائلاً: «الأسلحة تنقذ الأرواح».[15] بينما قال رئيس الوزراء الإسرائيلي بنيامين نتنياهو في تصريح مكتوب: «هذا الهجوم يذكرنا بأن البلد كله على خط المواجهة وأن القتلة لا يأتون من غزة فقط، ويريدون قتلنا جميعاً».[11][16]